# Lasioglossum occidentale
Lasioglossum occidentale är en biart som först beskrevs av Crawford 1902. Den ingår i släktet smalbin, och familjen vägbin. Arten förekommer i sydvästra Kanada och västra USA.

## Beskrivning
Huvudet och mellankroppen är grönblå. Clypeus övre del är brunsvart, medan den undre delen och partiet ovanför clypeus och käkarna är bronsfärgade eller gröna. Antennerna är mörkbruna med främre delens undersida rödbrun hos honan, gulorange hos hanen. Benen är bruna med de fyra bakre fötterna rödbruna. Vingarna är halvgenomskinliga med ljust brungula ribbor och bruna vingfästen. Bakkroppen är övervägande brun, med halvgenomskinligt gula bakkanter på tergiter och sterniter. Behåringen är hos båda könen dunkelt vitaktig, tämligen gles hos honan, tätare över nederdelen av ansiktet hos hanen. Kroppslängden är 4,2 till 5,3 mm hos honan, litet drygt 5 mm hos hanen.

## Utbredning
Arten är vanlig i sydvästra Kanada och västra USA, där den förekommer från södra Alberta, södra Saskatchewan och sydvästra Manitoba samt vidare söderut i en avsmalnande triangel till södra New Mexico i USA.

## Ekologi
Habitatet utgörs av prärie. Arten är polylektisk, den flyger till blommor från flera familjer, som korgblommiga växter, ripsväxter (vinbärssläktet), linväxter, ranunkelväxter, rosväxter, videväxter, paradisblomsterväxter, slideväxter och ärtväxter.
Artens biologi är mindre väl känd, men den antas vara social och bygga sitt bo i marken. Endast de parade, unga honorna övervintrar.